# 弗兰克·克雷
弗兰克·威廉·克雷（英語：Frank William Creagh，1924年5月5日—1998年7月5日），新西兰男子拳击运动员。他曾代表新西兰参加1950年大英帝国运动会拳击比赛，获得一枚金牌。